# Secale
- Commons
- Wikispecies

Secale L. é um género botânico pertencente à família Poaceae.
Deste genero destaca-se a especie Secale cereale - Centeio
Na classificação taxonômica de Jussieu (1789), Secale é o nome de um gênero  botânico,  ordem  Gramineae,  classe Monocotyledones com estames hipogínicos.

## Sinonímia
- Gramen Ség.

## Espécies
- Secale cereale L.
- Secale x derzhavinii Tzvelev
- Secale montanun Guss.
- Secale strictum C. Presl
- Secale sylvestre Host
- Secale vavilovii Grossh.
- «Lista completa»

## Classificação do gênero
| Sistema | Classificação                   | Referência               |
| ------- | ------------------------------- | ------------------------ |
| Linné   | Classe Triandria, ordem Digynia | Species plantarum (1753) |